# IFK Kalmar
IFK Kalmar är en  damfotbollsförening från Kalmar i Kalmar län, som spelar i Damallsvenskan.

## Historia
Föreningen bildades 1970 och har sitt ursprung i Kalmar Godtemplares Idrottsförening, som då tillhörde IOGT, logen 109. Under de första åren bedrevs herrfotboll och gymnastik, 1972 blev föreningen även en av de första att bedriva damfotboll. Sedan 2005 är IFK Kalmar en ren damklubb, och satsar på bredd och elit inom dam- och flickfotboll, företrädesvis på Gröndals IP. 
Laget placerade sig på femte plats i Söderettan 2012 och kvalificerade sig därmed till den första upplagan av Elitettan. IFK Kalmar klarade sig dock inte kvar utan åkte ur Elitettan 2013, men vann division 1 Östra Götaland 2014. 
I Elitettan 2015 blev IFK Kalmar trea. Säsongen 2016 slutade dock med en åttondeplats. Säsongen 2017 blev IFK Kalmar tvåa i Elitettan och kvalificerade sig för allsvenskt spel. Föreningens första allsvenska säsong 2018 slutade dock med en sista plats och nedflyttning. År 2019 var man således tillbaka i Elitettan och blev femma. Säsongen 2020 hamnade laget på fjärde plats. Följande säsong 2021 blev IFK Kalmar tvåa i Elitettan och återigen uppflyttade till Damallsvenskan och denna gång, säsongen 2022, höll man sig kvar genom att ta elfte plats.

## Placering tidigare säsonger
| Säsong | Nivå | Liga           | Placering | Webbplats     | Notering                            |
| ------ | ---- | -------------- | --------- | ------------- | ----------------------------------- |
| 2013   | 2    | Elitettan      | 12        | [ 3 ]         | Nedflyttad till Division 1 2014     |
| 2015   | 2    | Elitettan      | 3         | [ 4 ]         |                                     |
| 2016   | 2    | Elitettan      | 8         | [ 5 ] [ 6 ]   |                                     |
| 2017   | 2    | Elitettan      | 2         | [ 7 ] [ 8 ]   | Uppflyttad till Damallsvenskan 2018 |
| 2018   | 1    | Damallsvenskan | 12        | [ 9 ] [ 10 ]  | Nedflyttad till Elitettan 2019      |
| 2019   | 2    | Elitettan      | 5         | [ 11 ] [ 12 ] |                                     |
| 2020   | 2    | Elitettan      | 4         | [ 13 ] [ 14 ] |                                     |
| 2021   | 2    | Elitettan      | 2         | [ 15 ] [ 16 ] | Uppflyttad till Damallsvenskan 2022 |
| 2022   | 1    | Damallsvenskan | 11        | [ 17 ] [ 18 ] |                                     |
| 2023   | 1    | Damallsvenskan | 14        | [ 19 ]        | Nedflyttad till Elitettan 2024      |
| 2024   | 2    | Elitettan      | 14        |               | Nedflyttad till Division 1 2025     |

## Färger
IFK Kalmar spelar i blå och vit trikåer.
| IFK Kalmar | IFK Kalmar |

### Dräktsponsor
- 20??– Puma

### Trikåer
| ? · Hemmakit | ? · Bortaställ | ? · Hemmakit | ? · Bortaställ | ? · Hemmakit | ? · Bortaställ |

## Spelare

### Spelartruppen
| Nummer      | Land         | Spelare             | Födelsedatum      | Kom från                         | Moderklubb        |           |
| Målvakter   | Målvakter    | Målvakter           | Målvakter         | Målvakter                        | Målvakter         | Målvakter |
| ----------- | ------------ | ------------------- | ----------------- | -------------------------------- | ----------------- | --------- |
| 1           | Finland      | Anna Koivunen       | 6 november 2001   | Linköping FC                     | Turun Pyrkivä     |           |
| 99          | USA          | Aubrei Corder       | 28 februari 1998  | Apollon Limassol                 | USA               |           |
| -           | Sverige      | Fanny Jungward      | 11 januari 2005   | Sverige                          | Sverige           |           |
| Försvarare  |              |                     |                   |                                  |                   |           |
| 2           | Finland      | Annie Miettunen     | 19 oktober 1997   | Umeå                             | Finland           |           |
| 3           | Filippinerna | Jessica Cowart      | 30 oktober 1999   | Spartak                          | Filippinerna      |           |
| 11          | Sverige      | Sofia Olsson        | 4 april 1998      | Bromölla                         | Sverige           |           |
| 22          | Sverige      | Alva Hallengren     | 9 mars 2005       | -                                | -                 |           |
| 23          | Slovakien    | Patricia Fischerova | 26 augusti 1993   | Czarni S                         | -                 |           |
| Mittfältare |              |                     |                   |                                  |                   |           |
| 5           | Sverige      | Vera Andersson      | 1 oktober 2006    | IFK Kalmar U                     | Lindsdals IF      |           |
| 6           | USA          | Jessica Ayers       | 11 juni 1993      | Gintra Universitetas             | USA               |           |
| 7           | Tyskland     | Charlene Nowotny    | 26 juli 1998      | Pozuelo de Alarcón               | Tyskland          |           |
| 8           | Sverige      | Fanny Nilsson       | 9 oktober 1996    | IFK Kalmar U                     | Färjestadens GoIF |           |
| 12          | Sverige      | Maja Landin         | 5 november 2004   | IFK Kalmar U                     | Lindsdals IF      |           |
| 16          | Sverige      | Wilma Finnman       | 17 september 2000 | IF Brommapojkarna                | Rödeby AIF        |           |
| 17          | Sverige      | Amanda Persson      | 16 augusti 1998   | Växjö DFF                        | Ingelstad IK      |           |
| 20          | Sverige      | Ellen McAdams       | 1 juni 1998       | Virginia Commonwealth University | -                 |           |
| Anfallare   |              |                     |                   |                                  |                   |           |
| 9           | Sverige      | Nova Karlsson       | 27 juli 2002      | Vittsjö                          | Sverige           |           |
| 13          | Sverige      | Svea Rehnberg       | 21 juni 2004      | Mallbacken                       | Sverige           |           |
| 19          | Uganda       | Violah Nambi        | 24 juli 1995      | Växjö DFF                        | Uganda            |           |

## Kända spelare
- Amanda Persson, 2020–
- Hallbera Guðný Gísladóttir
- Karina Kork
- Juliette Kemppi
- Jessica Ayers
- Amanda Arnautovic, fd Fredriksson
- Mathilda Johansson Prakt
- Lovisa Johansson
- Mamy Ndiaye
- Erin Gunther

## Tränare
- Jens Wedeborg, november 2022 – maj 2023
- David Roufpanah, november 2021 – november 2022[21]
- Frank Berntzen, november 2020 – november 2021
- Joakim Lindén Johansson, mars 2019 – november 2020.[22]
- Martin Sjöstrand Joakim Lindén Johansson, augusti 2018 – augusti 2020.
- Jonas Valfridsson, december 2013 – augusti 2018
- Lasse Svensson, november 2009 – november 2013

### Fotnoter
1. ↑  Cornelia Wikström (11 april 2018). ”Nykomlingarna slår ur underläge” (på svenska). Sportbladet. https://www.aftonbladet.se/sportbladet/fotboll/a/1kdxPG/nykomlingarna-slar-ur-underlage. Läst 15 september 2018.
2. ↑  ”IFK Kalmar till OBOS Damallsvenskan”. svenskfotboll.se. 30 oktober 2021. https://www.svenskfotboll.se/nyheter/serier/2021/10/ifk-kalmar-damallsvenskan/. Läst 10 december 2021.
3. ↑  2013 SOCCERWAY
4. ↑  2015 SOCCERWAY
5. ↑  ”2016 svenskfotboll”. Arkiverad från originalet den 5 april 2022. https://web.archive.org/web/20220405162716/https://www.svenskfotboll.se/serier-cuper/tabell-och-resultat/elitettan/61861/. Läst 21 april 2022.
6. ↑  2016 SOCCERWAY
7. ↑  ”2017 svenskfotboll”. Arkiverad från originalet den 5 april 2022. https://web.archive.org/web/20220405162705/https://www.svenskfotboll.se/serier-cuper/tabell-och-resultat/elitettan/67019/. Läst 21 april 2022.
8. ↑  2017 SOCCERWAY
9. ↑  2018 m. sezonas RSSSF
10. ↑  2018 m. sezonas SOCCERWAY
11. ↑  ”2019 svenskfotboll”. Arkiverad från originalet den 19 oktober 2020. https://web.archive.org/web/20201019204822/https://www.svenskfotboll.se/serier-cuper/tabell-och-resultat/elitettan/77347/. Läst 21 april 2022.
12. ↑  2019 SOCCERWAY
13. ↑  ”2020 svenskfotboll”. Arkiverad från originalet den 5 april 2022. https://web.archive.org/web/20220405161720/https://www.svenskfotboll.se/serier-cuper/tabell-och-resultat/elitettan-2020/82419/. Läst 21 april 2022.
14. ↑  2020 SOCCERWAY
15. ↑  ”2021 svenskfotboll”. Arkiverad från originalet den 15 februari 2022. https://web.archive.org/web/20220215072708/https://www.svenskfotboll.se/serier-cuper/tabell-och-resultat/elitettan-2021/88068/. Läst 21 april 2022.
16. ↑  2021 SOCCERWAY
17. ↑  Damallsvenskan 2022 RSSSF
18. ↑  Damallsvenskan2022 SOCCERWAY
19. ↑  Damallsvenskan 2023 RSSSF
20. ↑  ”IFK Kalmar A-lag | laget.se”. www.laget.se. https://www.laget.se/IFKKALMARDAM/Troop. Läst 30 juli 2023.
21. ↑  David Roufpanah på Soccerway
22. ↑  Joakim Lindén Johansson på Soccerway